# St. Laurentius (Haindlfing)

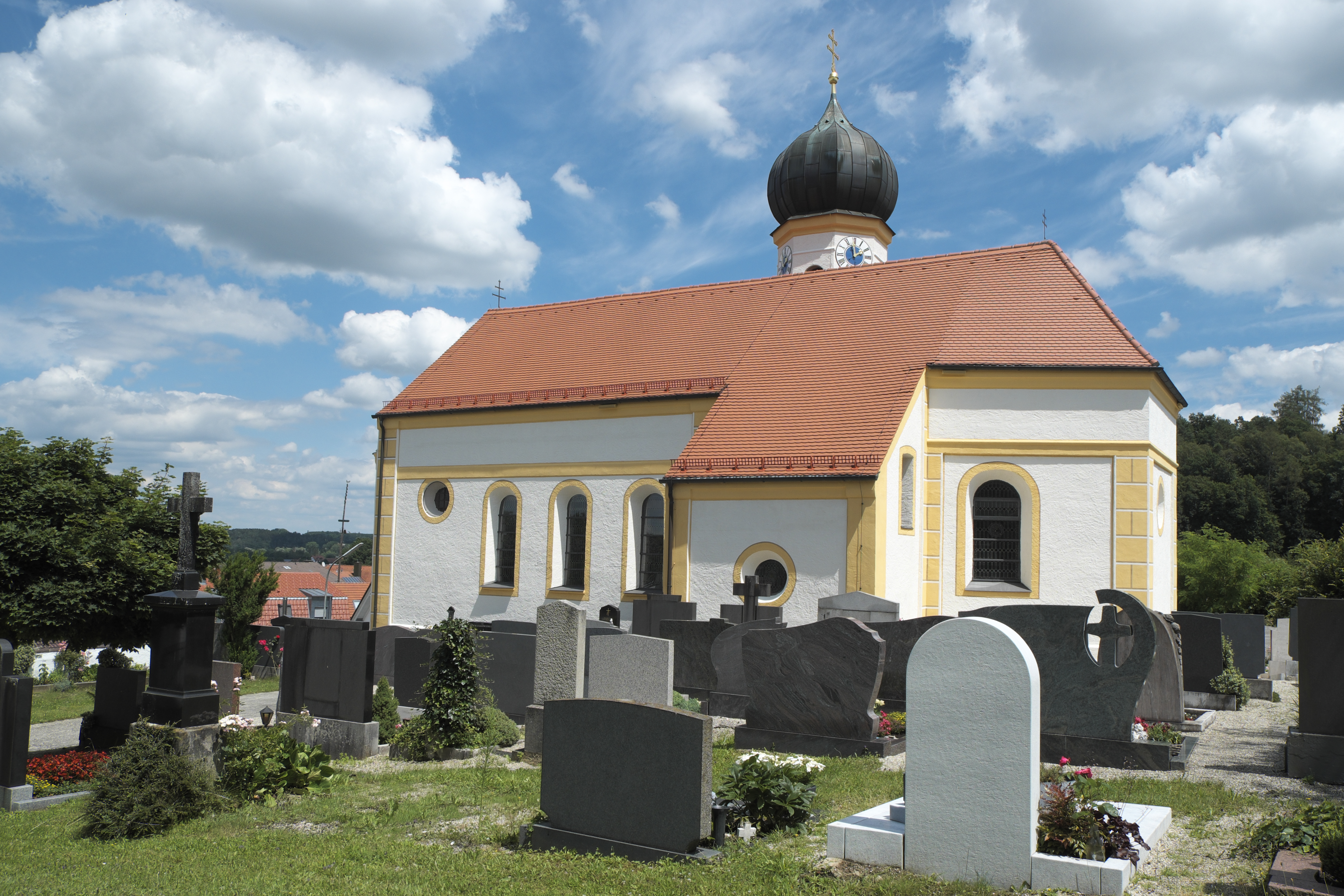
St Laurentius mit Friedhof

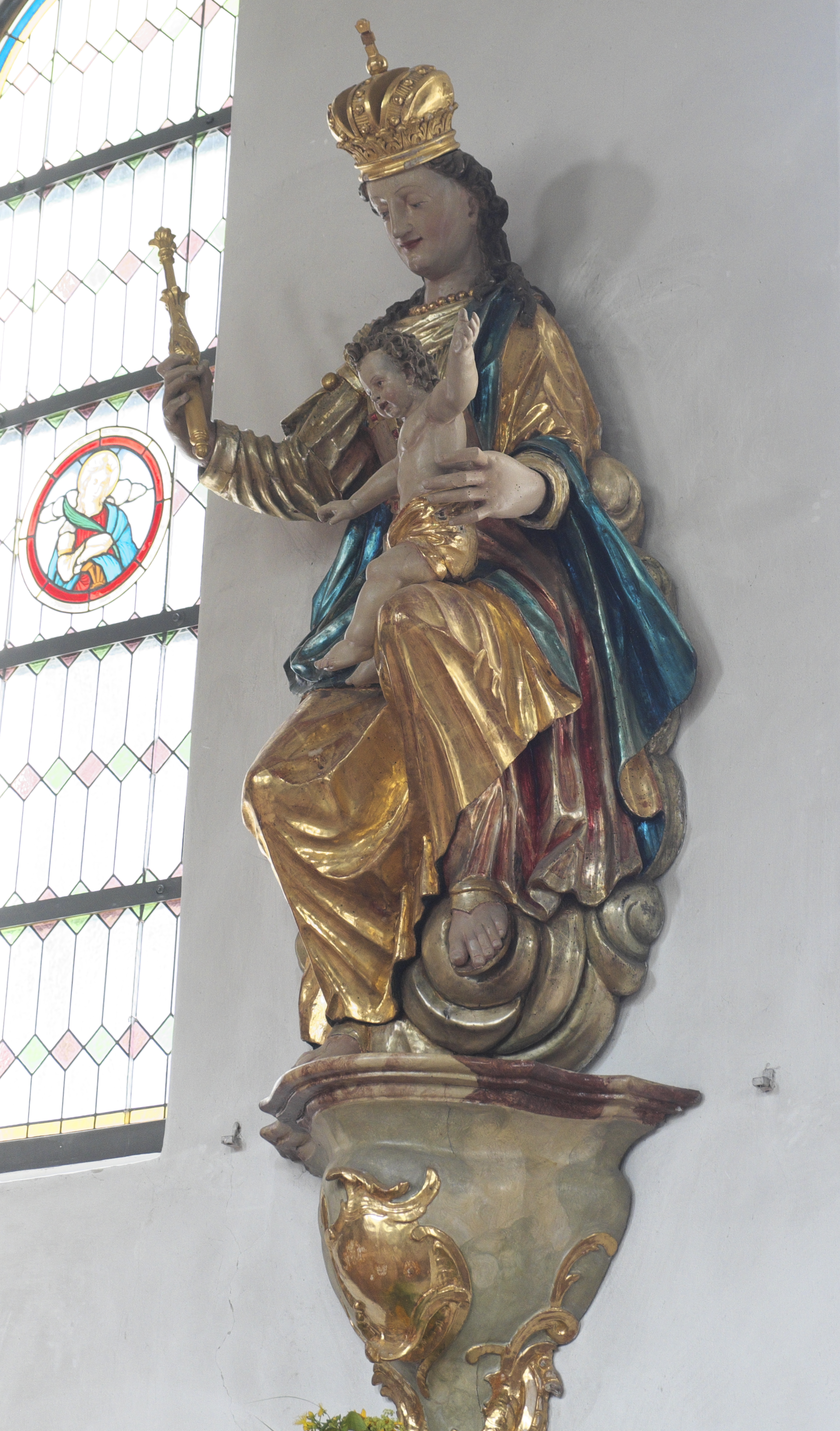
Thronende Muttergottes von 1620

Die Katholische Pfarrkirche St. Laurentius ist ein Kirchenbau in Haindlfing, einem Ortsteil der Stadt Freising (Oberbayern).

## Geschichte
Der Ort wurde 807 im Zusammenhang mit dem Bau einer Kirche und der Schenkung an den Bischof in Freising das erste Mal urkundlich erwähnt. Im 10. Jahrhundert ist die Existenz einer selbstständigen Pfarrkirche in Haindlfing unter Bischof Abraham sicher.
Der Freisinger Bischof Gottfried schenkte die Pfarrei Haindlfing 1312 dem Kloster Neustift.
Seit dem 16. Jahrhundert ist der Hl. Laurentius als Patron der Pfarrkirche bekannt. Im 18. Jahrhundert wurde die alte Pfarrkirche vom Stiftskanoniker Joseph Anton Schmid beschrieben.

## Kirchenbau
1728 wurde ein Kostenvoranschlag in Höhe von 2417 Gulden für den Neubau der inzwischen  baufälligen Kirche eingereicht und 1738–1740 erfolgte der Neubau der Kirche nach den Plänen des Münchner Baumeisters Michael Pröbstl. Die Kirche selbst ist ein niedriger Saalbau mit dreiseitigem Chorabschluss und angefügter Sakristei. Der Chorflankenturm stammt aus dem 15. Jahrhundert. 1906 und 1983 wurden umfassende Renovierungen an dem Gebäude durchgeführt.
Der Kirchenbau steht unter Denkmalschutz und ist in der Liste der Baudenkmäler in Freising verzeichnet (Aktenzeichen D-1-78-124-260).

## Pfarrei im Pfarrverband
Der Pfarrei Haindlfing, die seit 1. Oktober 2014 dem Pfarrverband St. Peter und Paul in Freising-Neustift zugeordnet ist, gehören ca. 500 Mitglieder an. Sie umfasst auch die Ortschaften Garten, Moos, Pettenbrunn, Untergartelshausen, Eichelberg und  Feldhof. Zum neu begründeten Pfarrverband St. Peter und Paul in Freising-Neustift gehören auch die Pfarreien Marzling-St. Martin und der Kuratie Tüntenhausen-St. Michael.

## Galerie

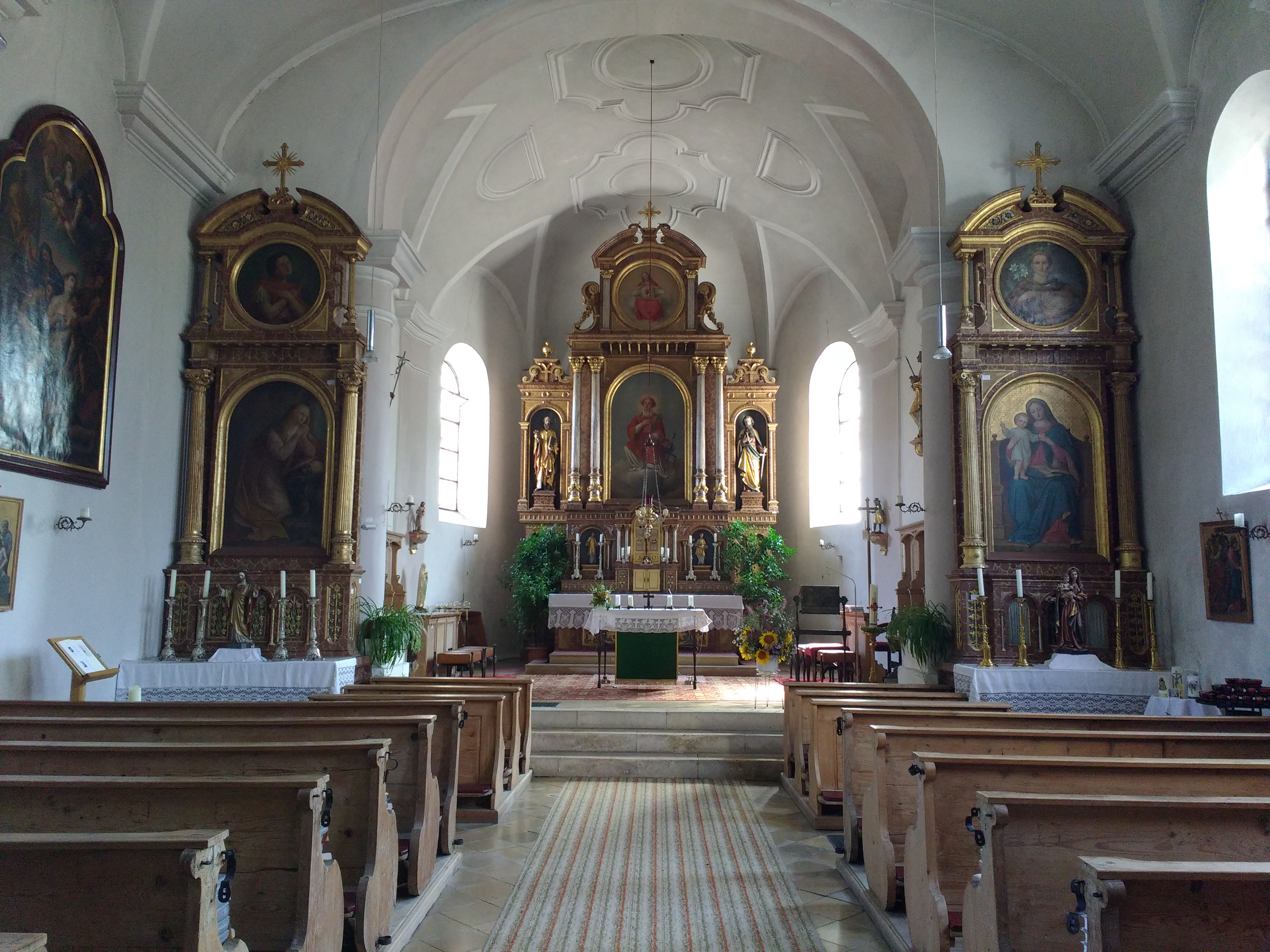
Innenraum
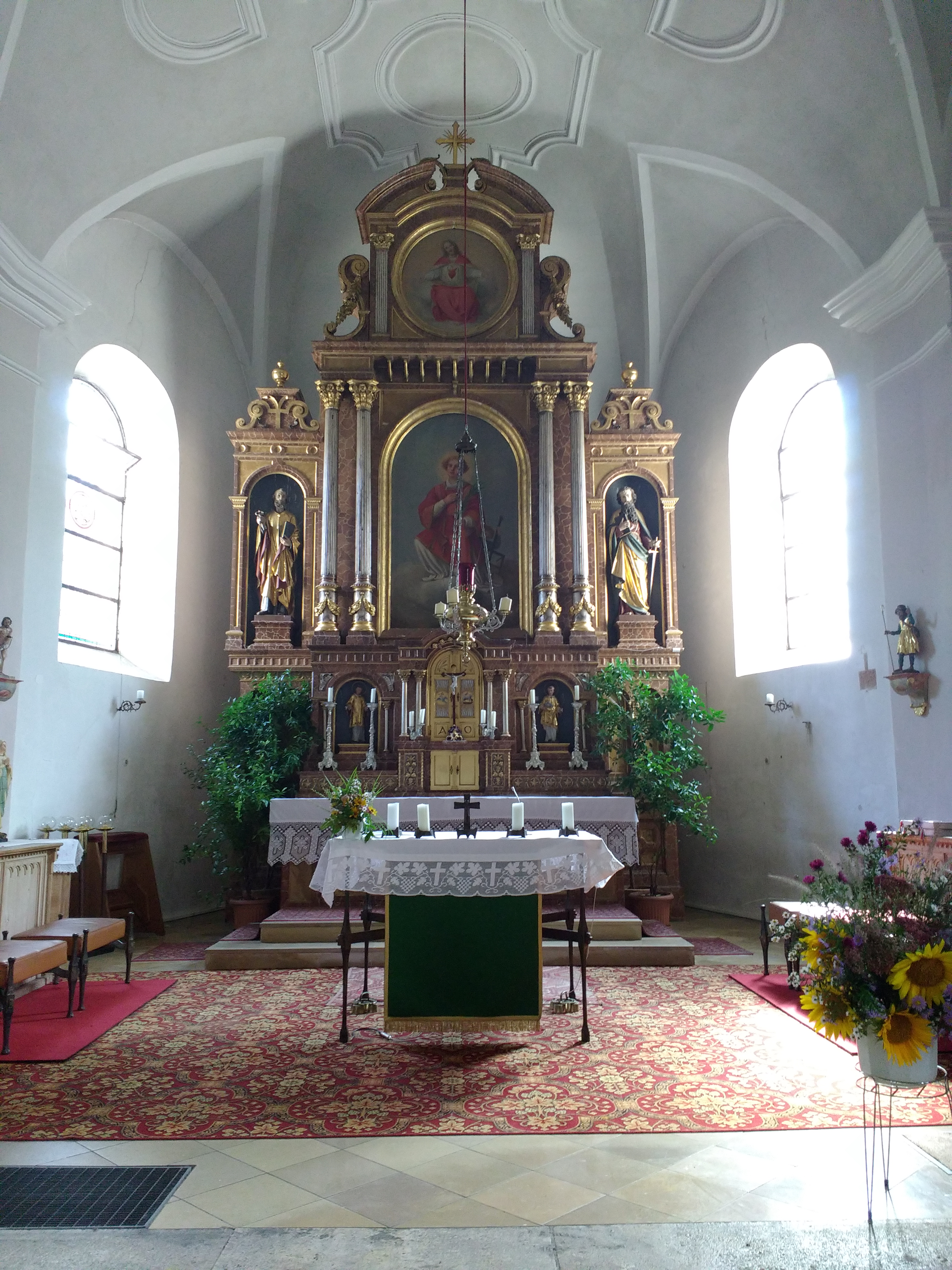
Hochaltar
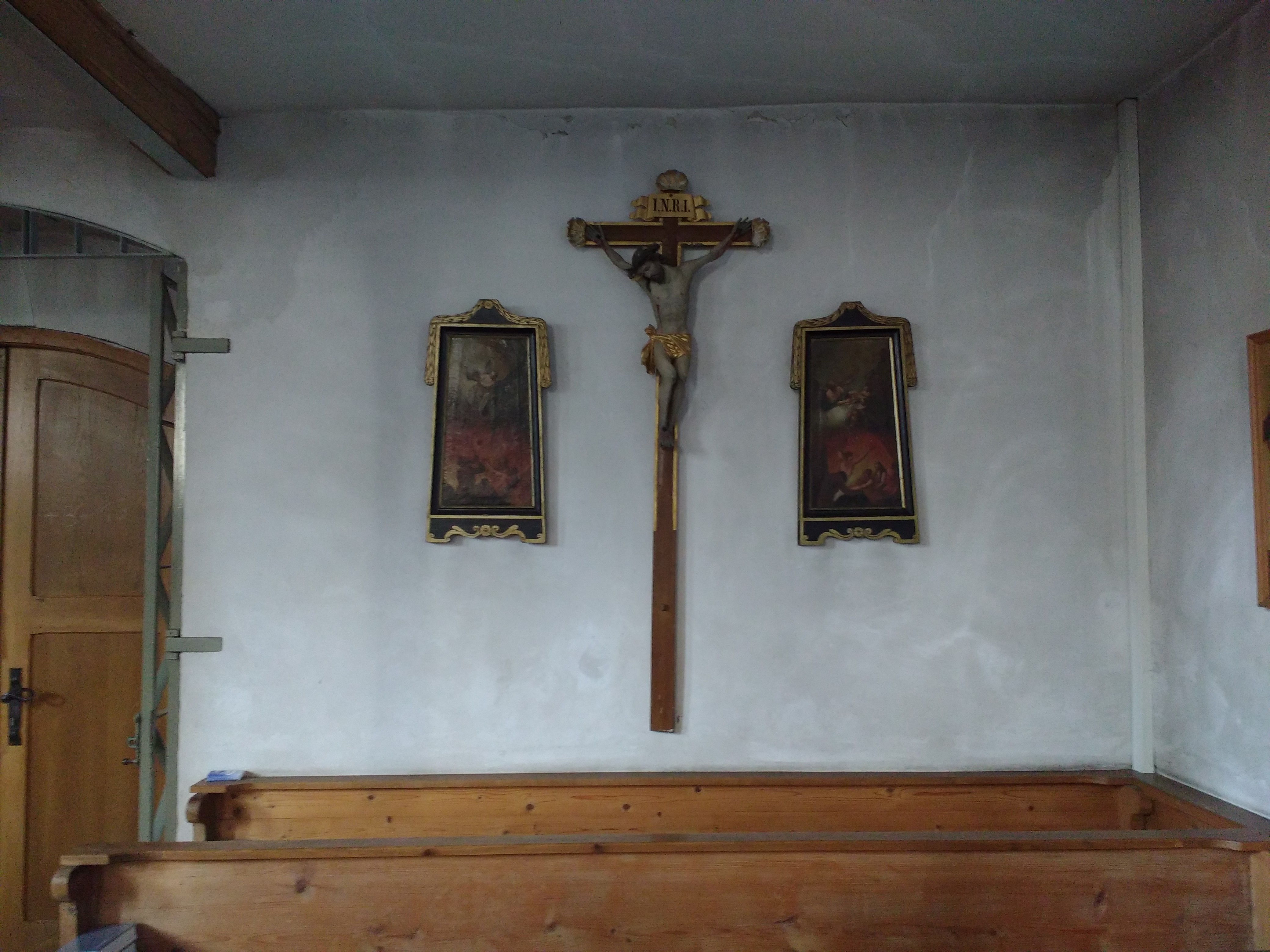
Kreuz mit Bildern
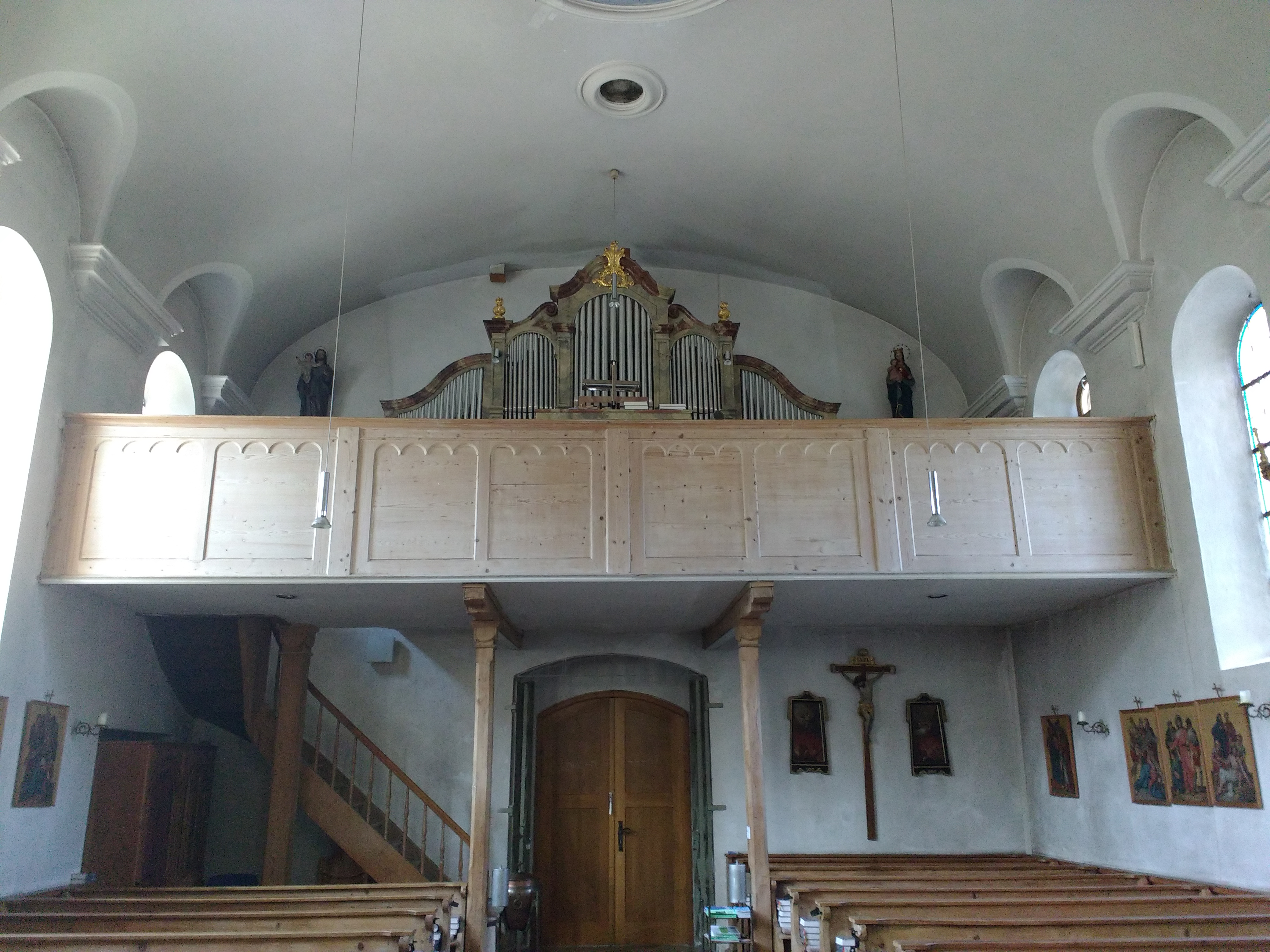
Orgelempore
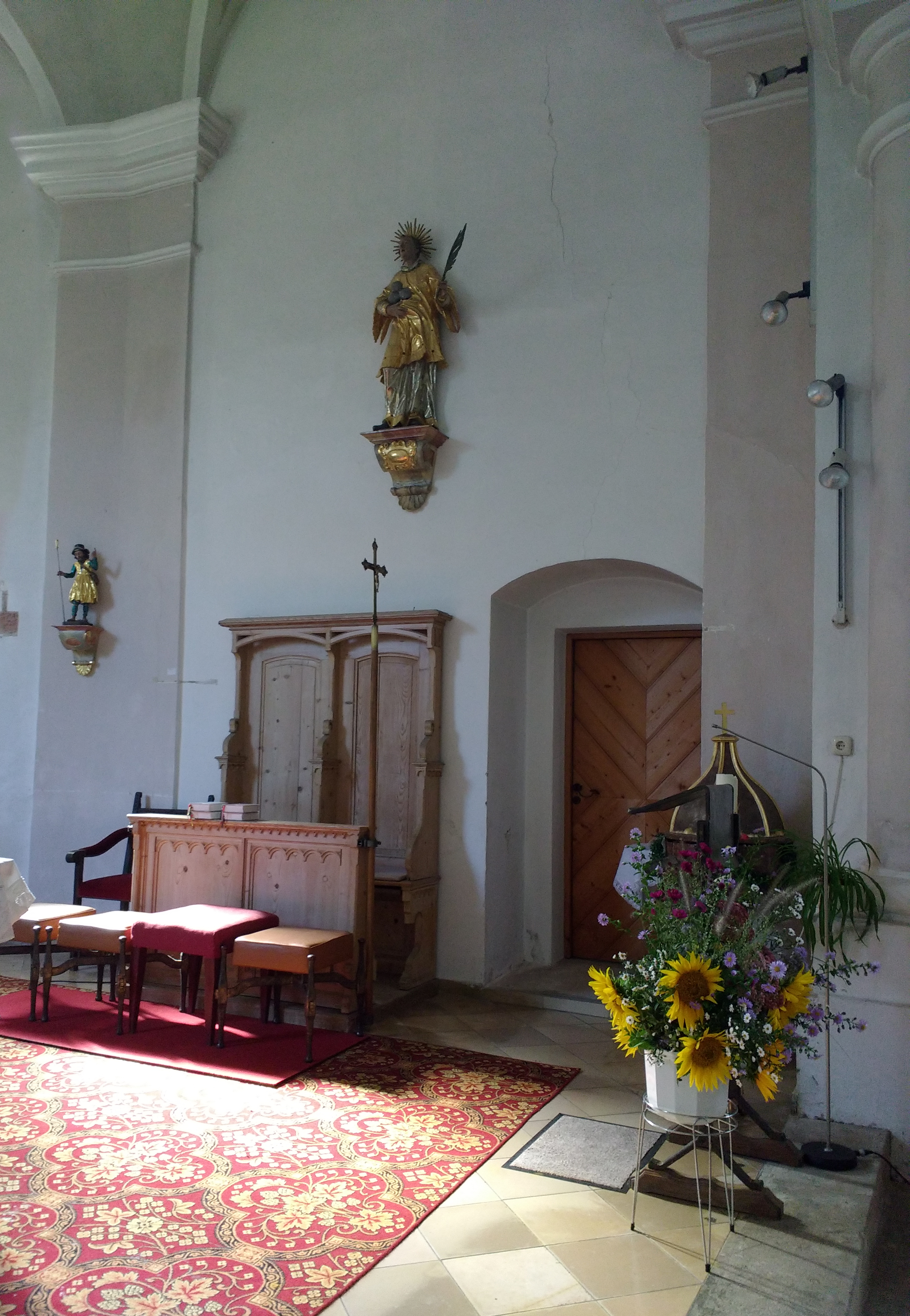
Gestühl und Heiligenfigur
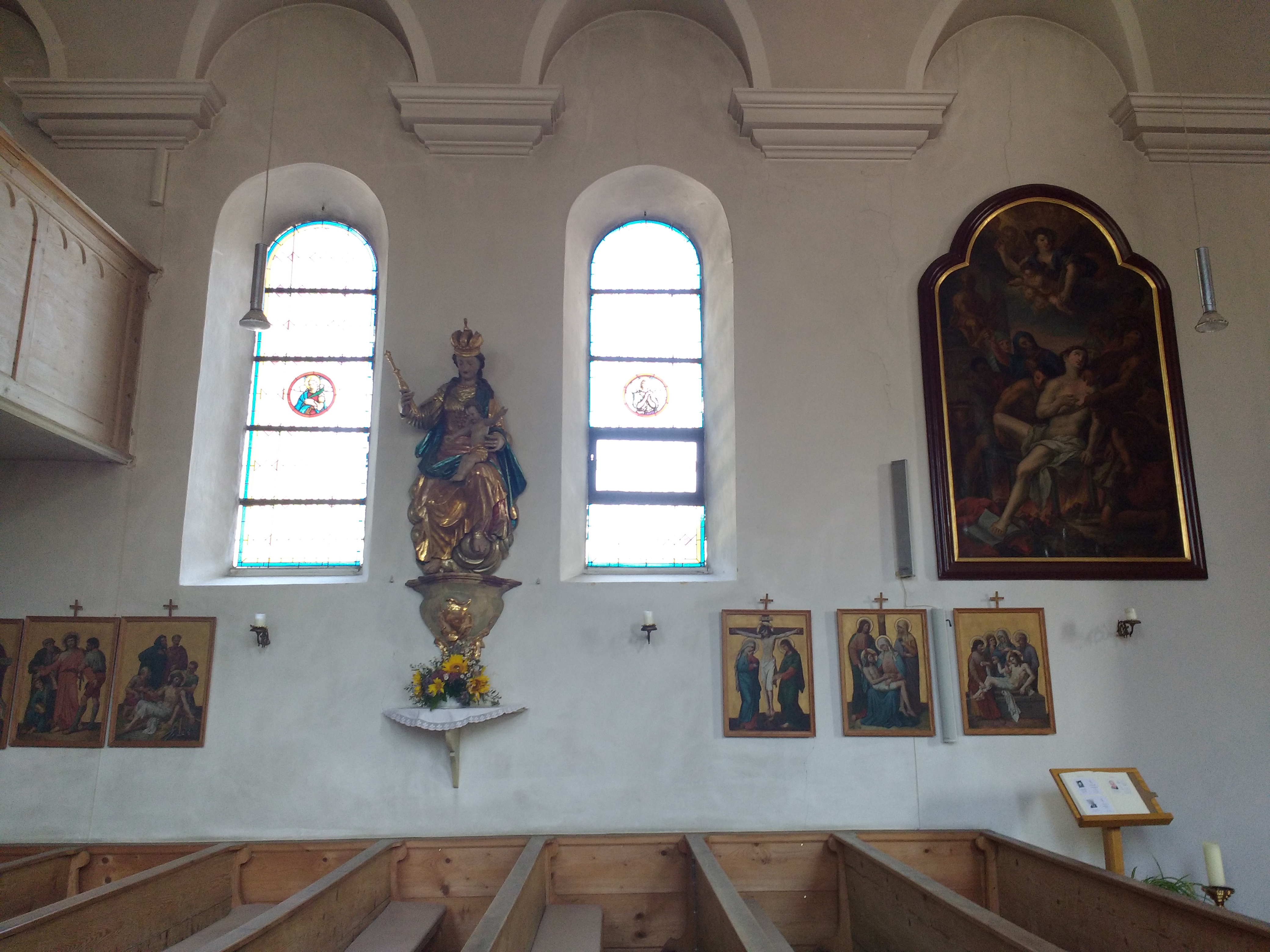
Madonna mit Kind
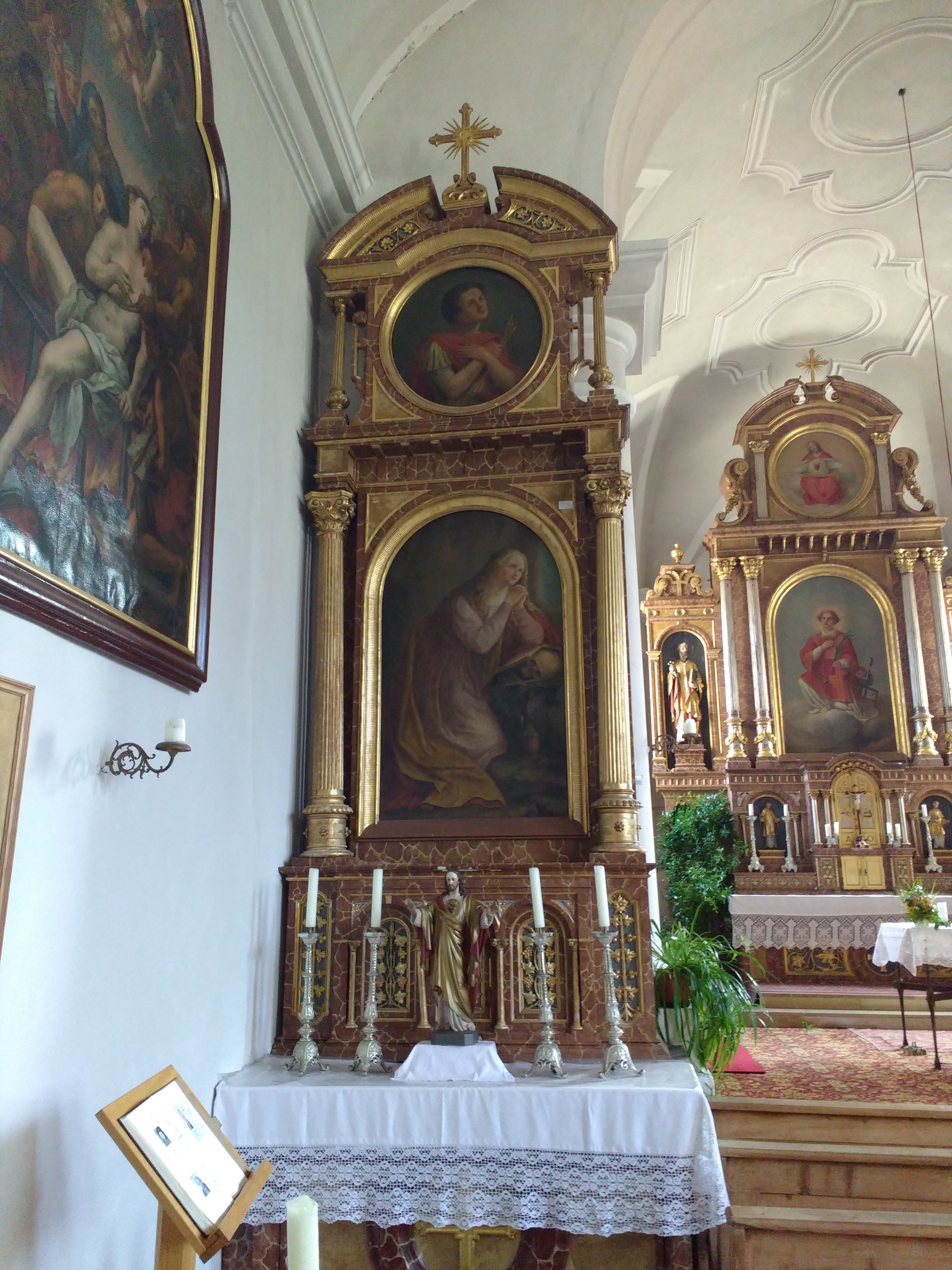
Linker Seitenaltar
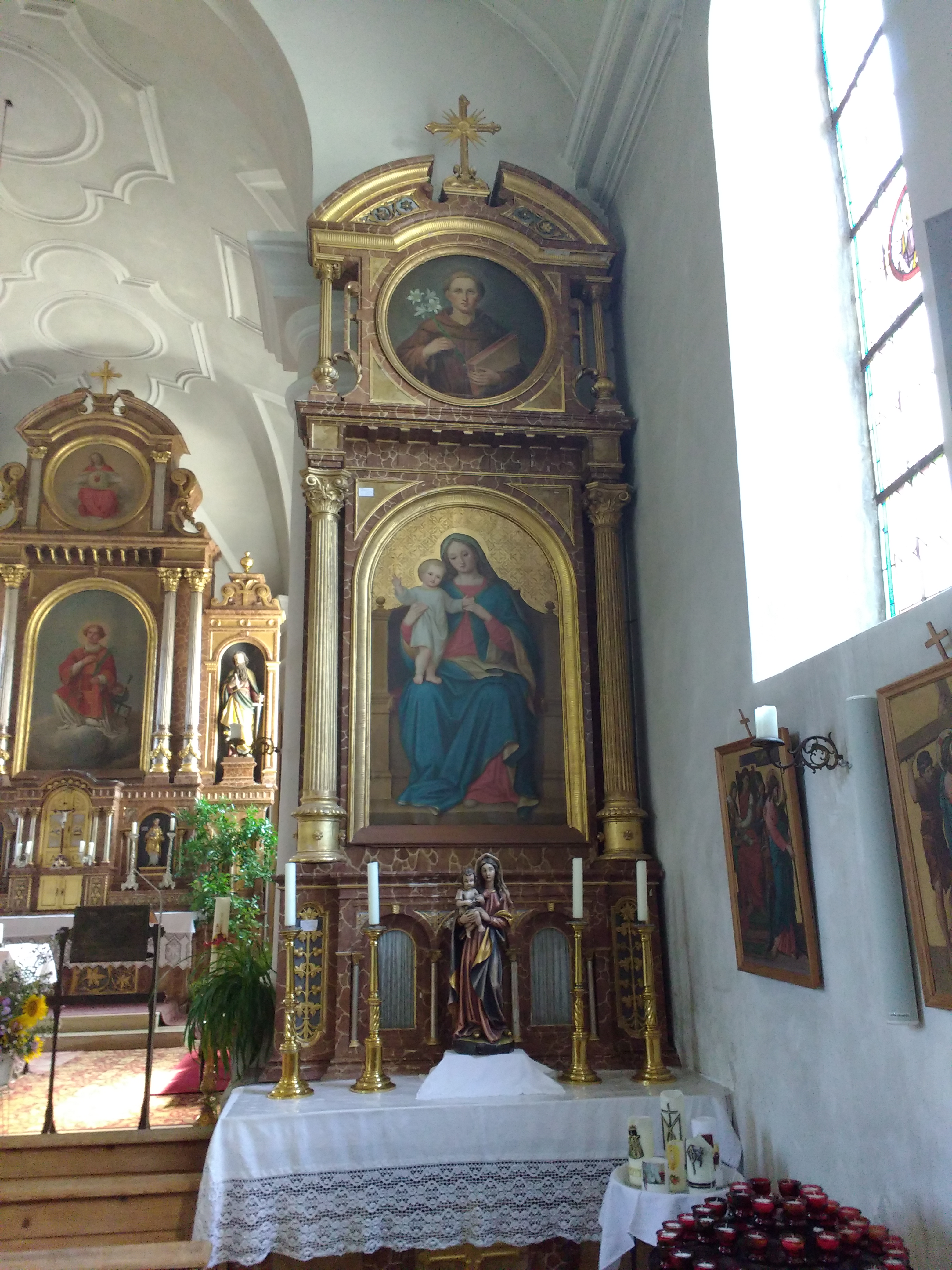
Rechter Seitenaltar
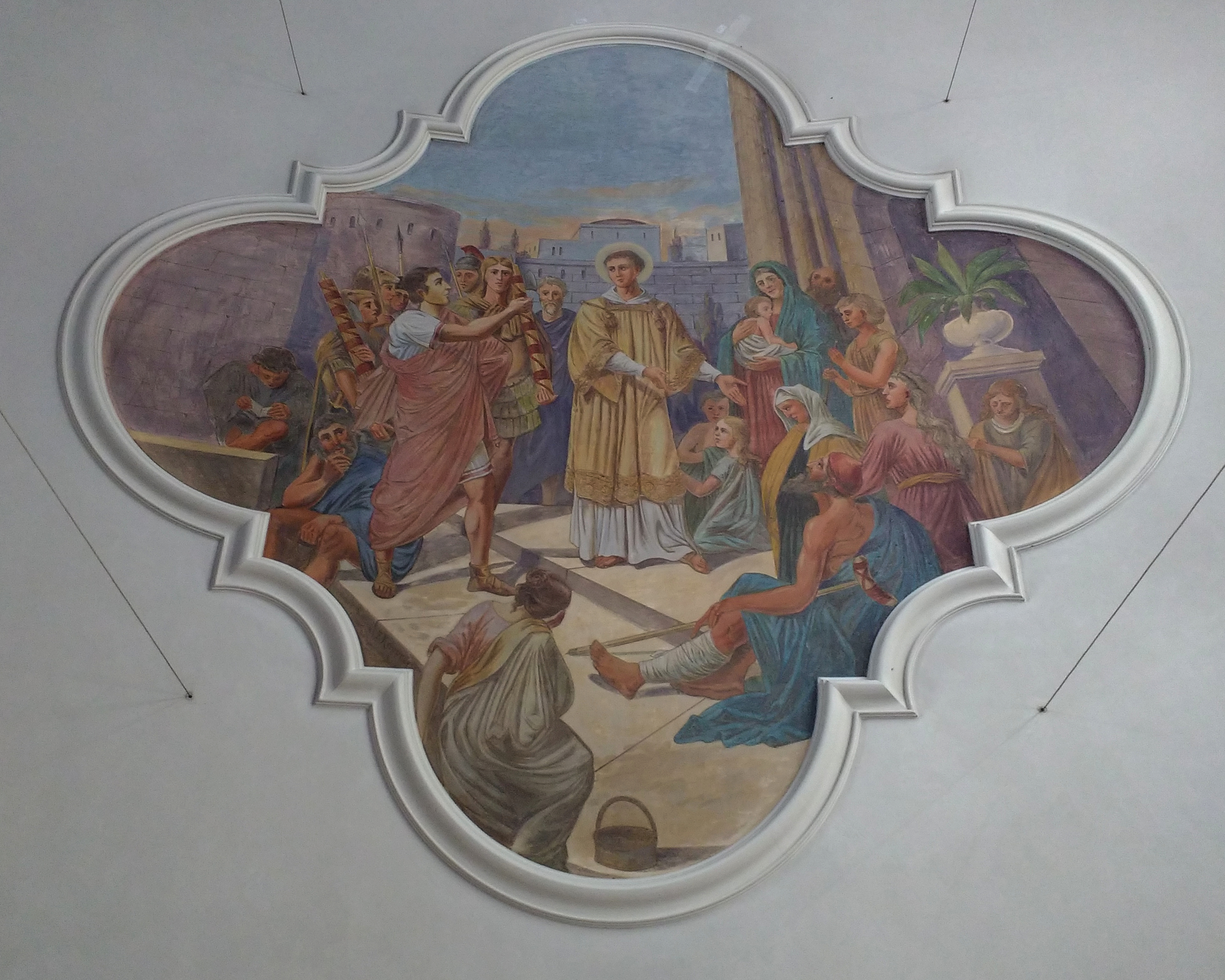
Deckengemälde

## Quelle
- Website des Förderverein St. Laurentius e. V.
- Denkmalliste für Freising (PDF) beim Bayerischen Landesamt für Denkmalpflege